# Riqueza (Santa Catarina)
Riqueza es un municipio brasileño del estado de Santa Catarina. Tiene una población estimada al 2022 de 4 768 habitantes. Pertenece a la Región metropolitana del Extremo Oeste.

## Historia
Los primeros colonos en establecerse en la localidad, fueron inmigrantes germano-rusos, italianos y luso-brasileños en 1930. El nuevo distrito de Riqueza de Mondaí fue creado el 26 de diciembre de 1956. Fue elevado a municipio el 12 de diciembre de 1991.